# Previš, Šavnik
Previš este un sat din comuna Šavnik, Muntenegru. Conform datelor de la recensământul din 2003, localitatea are 61 de locuitori (la recensământul din 1991 erau 69 de locuitori).

## Demografie
În satul Previš locuiesc 45 de persoane adulte, iar vârsta medie a populației este de 39,1 de ani (39,1 la bărbați și 39,1 la femei). În localitate sunt 15 gospodării, iar numărul mediu de membri în gospodărie este de 4,07.
Această localitate este populată majoritar de sârbi (conform recensământului din 2003).
|  |

| Demografie | Demografie | Demografie |
| An         | Locuitori  | Locuitori  |
| ---------- | ---------- | ---------- |
|            |            |            |
|            |            |            |
|            |            |            |
|            |            |            |
| 1948       | 150        |            |
| 1953       | 143        |            |
| 1961       | 115        |            |
| 1971       | 108        |            |
| 1981       | 96         |            |
| 1991       | 69         | 69         |
| 2003       | 61         | 61         |

| \| Componența etnică conform recensământului din 2003[2] \| Componența etnică conform recensământului din 2003[2] \| Componența etnică conform recensământului din 2003[2] \| Componența etnică conform recensământului din 2003[2] \| Componența etnică conform recensământului din 2003[2] \| \| ----------------------------------------------------- \| ----------------------------------------------------- \| ----------------------------------------------------- \| ----------------------------------------------------- \| ----------------------------------------------------- \| \| \| \| \| \| \| \| Sârbi \| Sârbi \| \| 46 \| 75,4% \| \| Muntenegreni \| Muntenegreni \| \| 12 \| 19,67% \| \| necunoscută \| necunoscută \| \| 0 \| 0% \| |              |  |    |        |
| Componența etnică conform recensământului din 2003 |              |  |    |        |
| |              |  |    |        |
| Sârbi | Sârbi        |  | 46 | 75,4%  |
| Muntenegreni | Muntenegreni |  | 12 | 19,67% |
| necunoscută | necunoscută  |  | 0  | 0%     |